# NeoTokyo (video game)
NeoTokyo (stiliseret som NEOTOKYO°) er et multiplayer first-person shooter mod til Half-Life 2, udviklet af Studio Radi-8. Spillet blev udgivet for første gang den 3. juli 2009, og blev udgivet på Steam den 4. juli 2014. Spillet finder sted i en futuristisk version af Tokyo.